# Pierre Maubé
 (mars 2018).
Si vous disposez d'ouvrages ou d'articles de référence ou si vous connaissez des sites web de qualité traitant du thème abordé ici, merci de compléter l'article en donnant les références utiles à sa vérifiabilité et en les liant à la section « Notes et références ».
Pierre Maubé est un poète français né le 8 décembre 1962 à Saint-Gaudens (Haute-Garonne), dans une famille franco-italienne. Après des études d’Histoire à Toulouse et Paris, il vit de 1983 à 2011 en région parisienne. Bibliothécaire, il travaille dans divers établissements universitaires parisiens, parmi lesquels la BDIC, l'IUFM de Paris et la bibliothèque Sainte-Barbe, puis dirige de 2011 à 2013 la médiathèque municipale de Pontivy (Morbihan) . Il prend en octobre 2013 la direction du Conservatoire de musique Guy Lafitte et de la médiathèque intercommunale de la Communauté de communes du Saint-Gaudinois, puis devient, en octobre 2020, chargé de mission au sein du service culturel de la même Communauté.

## Œuvre
Pierre Maubé est un « passeur » tout autant qu'un poète : lecteur attentif de la production poétique d'aujourd'hui, particulièrement de la petite édition indépendante, il est de ceux qui travaillent à la mise en relation de tous les acteurs de ce domaine, loin de tout esprit de chapelle.
Son œuvre personnelle exprime avec sobriété une intime difficulté de vivre mais aussi un irréductible espoir, deux dimensions ("postulations" au sens baudelairien) indissociables. C'est une poésie de la mémoire vacillante, de l'hésitation, de la perte d'identité, de l'échec (les mots "aveugle", "soif", "boue", "poussière", "trébucher", "tâtonner" y reviennent souvent), ainsi que de l'effort (le "sursaut", la "marche") vers une genèse possible, pressentie. Une écriture dans laquelle identité, conscience, lucidité semblent souvent submergées par un flux verbal, voire pré-verbal, venu d'un passé d'avant-mémoire, un passé commun à tous.
Ses premiers textes, publiés à partir de 1982, le font successivement remarquer et encourager par Serge Pey, Jacques Réda, Jean Grosjean et Claude Nougaro.
Dans le recueil Le dernier loup, il change de registre, abandonnant le vers et rassemblant des « récits-poèmes », courtes nouvelles ou proses poétiques, sur des sujets variés : évocations historiques, anecdotes intimistes, méditations sur l'écriture et ses paradoxes. Y figure notamment un hommage à Aloysius Bertrand. 
Son recueil suivant, La peau de l'ours , est plus hétérogène, alternant vers libres, vers réguliers et proses.
Les poètes contemporains dont il se sent le plus proche : Gabrielle Althen, Claudine Bohi, Pierre Dhainaut, Antoine Emaz, Jean-Yves Masson, Thierry Metz, Bernard Noël et Franck Venaille, ainsi que trois poètes italiens, Luciano Erba, Mario Luzi et Roberto Mussapi et deux poètes argentins, Alejandra Pizarnik et Roberto Juarroz.

## Citations
« Que l'agencement des mots parle, certes. Mais aussi qu'il laisse parler, qu'il laisse monter la rumeur, biologique, géologique, sève et lave et bruit de fond. L'accord ne doit pas seulement être juste, il doit résonner, livrer le passage à un son très lointain, qu'il nous rend soudain proche. Et il y a de la violence dans cette soudaineté, cette éruption, cette irruption. »
« Certains s’habillent de noir, moi le noir est dedans. Parfois il sort, il devient encre sur une feuille blanche. Vous dites que j’écris, mais c’est juste le noir qui sort. »
(extraits du Dernier loup, éditions Bérénice, 2010)

## Activités
Pierre Maubé est membre des comités de rédaction de deux revues : Arpa (Clermont-Ferrand, centième numéro en 2011) et Place de la Sorbonne (Paris, premier numéro en 2011). 
Il a fondé, avec Marc Fontana et Monique Calinon, la revue Linea (Paris, 6 numéros de 2002 à 2006). Il appartenait au comité de lecture de la revue Sapriphage (Nanterre, ne paraît plus).
Webmaster depuis mai 2006 du site de poésie contemporaine d’expression française Poesiemaintenant.
Collaborateur régulier de la revue en ligne Recours au Poème (http://www.recoursaupoeme.fr/). 
Membre fondateur du collectif Vers la Seine, réunissant six poètes du département des Yvelines, aux côtés de Paul de Brancion, Gilles Cheval, Gwen Garnier Duguy, Bernard Moreau et Cécile Oumhani.
Membre des jurys du Prix PoésYvelines 2008 et du Prix du Mémoire professionnel de Professeur des Écoles à l’association du  Printemps des Poètes depuis 2006.
Fondateur de l’association des Amis de Béatrice Douvre, aux côtés de Gabrielle Althen, Isabelle Raviolo, Olivier Kachler et Jean-Yves Masson.
Pierre Maubé a par ailleurs publié de nombreux textes (poèmes, nouvelles, notes de lecture, articles, études critiques …) entre 1982 et 2024 dans une cinquantaine de revues littéraires, parmi lesquelles : Alkemie (éditions Classiques Garnier), Arpa, La Barbacane, Décharge, Diérèse, Écrit(s) du Nord, Encres Vives, Estuaires (Luxembourg), Friches, Les Hommes sans épaules, L'Imprevue (revue franco-américaine, Boston), Linea, Multiples, Nouveaux Délits, Nunc, Phoenix, Place de la Sorbonne, Poésie/première, Polyphonies, Sapriphage, Sarrazine, Spered Gouez, Thauma, Traversées (Belgique), Verso, Voix d'encre, Vues d'enfance... 
ainsi que sur divers sites web : Poezibao, Le Printemps des poètes, La Toile de l'Un, La vie littéraire, Biloba, Les livres de Sophie, Guy Allix, Chemins battus, Recours au Poème, Mon carnet de lecture...
Il est présent dans dix anthologies : L’Année poétique 2008 (éditions Seghers, 2008) ; Nous, la multitude (Le Temps des cerises, 2011) ; Chemin des Poètes 2011 du Printemps de Durcet ; Enfances : regards de poètes (éditions Bruno Doucey, 2012) ; Xavier Grall parmi les siens (éditions Rafael de Surtis, 2013) ; Liberté de créer, liberté de crier (PEN Club, éditions Henry, 2014) ; Vibrations en partage : moments poétiques du Théâtre d'Aurillac (éditions La Porte des Poètes, 2014) ; Passagers d'exil (éditions Bruno Doucey, 2017) ; Le Désir de la lettre : lettres de verre (MusVerre de Sars-Poteries et Bernard Chauveau Édition, 2021) ; Fenêtres sur jardin (éditions La Lune bleue, 2022) ; ainsi que dans les quatre Calendriers de la poésie francophone 2008, 2009, 2010 et 2011 (Alhambra publishing, Bruxelles). 
Plusieurs de ses poèmes ont été traduits en anglais, russe et turc (revues littéraires de Boston et de Moscou, anthologie franco-turque Le Dactylo méditerranéen).
Trois de ses poèmes ont été mis en musique, par Guy Allix (Le petit garçon), Maurice Clément-Faivre (Serial amoureuse) et Marc Fontana (De l'autre côté de la Terre).
Deux de ses articles : Comment publier ses poèmes et Revues de poésie et bibliothèques : désamour éternel ? ont été publiés sur quatre sites Internet : La République des Lettres (Pierre Assouline), Poezibao (Florence Trocmé), Le Printemps des Poètes (Jean-Pierre Siméon) et La Toile de l’Un (Alain Boudet).
Avec Marc Fontana, il a coordonné le dossier Pierre Dhainaut de la revue Arpa (n° 114, octobre 2015, pages 3-23), à l'occasion des quatre-vingts ans du poète.
Il a également coordonné le dossier René Guy Cadou qui paraîtra dans la revue Phoenix au printemps 2022.

## Prix littéraires
- 1996 : Prix Poésie-sur-Seine (Mairie de Saint-Cloud, Hauts-de-Seine) pour le recueil La dernière pluie.
- 2006 : Prix Trobadors/Troubadours de la revue Friches (Saint-Yrieix-la-Perche, Haute-Vienne) pour le recueil Nulle part.

## Œuvres

### Recueils
- Saison lente, postface de Michèle Finck, éditions Voix d'encre, Montélimar, à paraître en octobre 2025.
- Cette rive, éditions Illador, Paris, 2025, 79 p.
- Soir venant, préface de Philippe Leuckx, éditions Lieux-Dits, Strasbourg, collection Les Cahiers du Loup bleu, 2025.
- Incapable, éditions Les Cahiers des Passerelles, Clermont-Ferrand, 2023.
- Étrange suivi de Onze kaddishim pour Rose, éditions Lieux-Dits, Strasbourg, collection Les Cahiers du Loup bleu, 2020.
- La Peau de l'ours, préface de Michel Baglin, éditions Au Pont 9, Paris, 2018, 150 p.
- Vivre de faim, éditions numériques Recours au Poème, 2015.
- Sel du temps, encres de Maria Desmée, réédité par les éditions Mazette, Yvelines, en 2012 (première édition : éditions Fer de chances, Yvelines, 2002).
- Le Dernier loup, préface de Bruno Doucey, éditions Bérénice, Paris, 2010.
- Psaume des mousses, éditions Éclats d’encre, Le-Mesnil-le-Roi, Yvelines, 2007.
- Nulle part, revue-éditions Friches – Cahiers de Poésie verte, Haute-Vienne, 2006).
- La Dernière pluie, préface de Cécile Oumhani, éditions Poésie sur Seine, Saint-Cloud, 1996.
- Pure perte, présentation de Christian Bulting, éditions Le Petit Véhicule, Nantes, 1986.

### Livres d’artistes
- Temps du sel, création graphique Maria Desmée (MD éditions, 2020)
- Chaque pas, création graphique Maria Desmée (MD éditions, 2019)
- Rien de plus, création graphique Maria Desmée (MD éditions, 2019)
- Géologie, mise en forme graphique Jacques Renou (Atelier typographique de Groutel, 2018)
- Garance, création graphique Brigitte Dusserre-Bresson (BdB éditions, 2010)
- De ta nuit, création graphique Brigitte Dusserre-Bresson (BdB éditions, 2009)
- Noir, création graphique Brigitte Dusserre-Bresson (BdB éditions, 2009)

### Anthologies
- Coordinateur de l’anthologie de poésie contemporaine Ce que disent les mots, consacrée aux éditions du Dé bleu (Éclats d’encre, 2004).
- Un des trois coordinateurs, avec Patrice Delbourg et Jean-Luc Maxence, de l’anthologie L’Année poétique 2009, publiée en 2009 aux éditions Seghers sous la direction de Bruno Doucey.

### Préfaces
- Présentation (page 3 du livret d'accompagnement) du CD Les amis l'amour la poésie de Guy Allix (G.A., 2020)
- Préface du recueil de poèmes Temps morts de Marie-Josée Christien (Les Editions Sauvages, 2014)
- Préface du recueil de nouvelles Le rêveur de jaguar de Sylvie Huguet (Fer de chances, 1999)